# Durée du droit d'auteur par pays

Carte mondiale représentant la durée du droit exclusif d'un auteur à interdire ou autoriser l’exploitation de ses œuvres

Ceci est une liste des différents pays et la durée standard de leurs droits d'auteur.
Bien qu'ils ne soient pas des pays, la liste comprend aussi des entrées pour l'Union européenne, la convention de Berne et la Convention universelle, qui ont fixé les conditions minimales pour leurs nations membres ou signataires. Les aspects des droits de propriété intellectuelle qui touchent au commerce (ADPIC), bien que non inclus, nécessitent une durée d'au moins 75 ans après la mort.

## Légende
- ibid. = ibidem « au même endroit »
- 0, aucun droit d'auteur = pas de copyright
- Vie + xx ans = droits d'auteur pour l'ensemble des auteurs, plus xx ans après leur mort
- xx ans après la publication, création, etc. = droits d'auteur pour les années xx après la publication, création, etc., des œuvres
- Jusqu'à fin de l'année = droits d'auteur jusqu'à la fin d'une année civile, c'est-à-dire 31 décembre

## Table
| Pays, zones et entités                                                                             | Conditions Copyright basées sur les décès d'auteurs | Conditions Copyright basées sur les dates de publication et de création | Jusqu'à la fin de l'année ? |
| -------------------------------------------------------------------------------------------------- | --- | --- | --------------------------- |
| Afghanistan                                                                                        | Vie + 50 ans | | Oui                         |
| Afrique du Sud                                                                                     | Vie + 50 ans (littéraires, musicales ou d'œuvres artistiques, autres que des photographies) | 50 ans à la publication ou si elle est inédite dans 50 ans de création (films cinématographiques, photographies, programmes informatiques) 50 ans après publication (enregistrements sonores, les émissions ; signaux porteurs de programmes, et aux éditions publiées) | Oui                         |
| Albanie                                                                                            | Vie + 70 ans | 70 ans à la publication (anonymes ou pseudonymes de travail) 70 ans à la publication ; 70 ans à la création si elle est inédite travail (photographique ou audiovisuelle d'auteur appartient en commun) 25 ans à la production (œuvres des arts appliqués) | Oui                         |
| Algérie                                                                                            | Vie + 50 ans (sauf pour le travail à titre posthume) | 50 ans après la publication, et 50 ans à compter de la création si elle est inédite (travaux collectifs, anonymes ou pseudonymes travail, le travail de l'audiovisuel, le travail à titre posthume) 50 ans après la création (photographies ou l'œuvre d'art appliqué) | Oui                         |
| Allemagne                                                                                          | Vie + 70 ans | | Oui                         |
| Andorre                                                                                            | Vie + 70 ans, | 70 ans à la publication ; 70 ans à la création si elle est inédite (travail collectif avec l'auteur est inconnu) 70 ans à la publication (anonymes ou pseudonymes de travail) | Oui                         |
| Angola                                                                                             | Vie + 50 ans Vie + 25 ans (les œuvres photographiques ou d'arts appliqués) | | Oui                         |
| Anguilla                                                                                           | Vie + 50 ans | 50 ans après la mort de l'auteur, du dernier auteur survivant pour les travaux avec plus d'un auteur |                             |
| Antigua-et-Barbuda                                                                                 | Vie + 50 ans, | 50 ans après la publication, et 50 ans à compter de la création si elle est inédite travail (anonymes ou pseudonymes, généré par ordinateur œuvre, l'enregistrement sonore ou un film) 50 ans après la création (broadcast), 50 ans après le programme inclus dans un service de câblodistribution 25 ans après la publication (arrangement typographique d'une édition publiée) | Oui                         |
| Arabie saoudite                                                                                    | Vie + 50 ans | |                             |
| Argentine                                                                                          | Vie + 70 ans | 50 ans après publication (anonyme intellectuelle des œuvres appartenant à des institutions, sociétés ou personnes morales) | Oui                         |
| Arménie                                                                                            | Vie + 50 ans (sauf pour le travail d'abord publié à titre posthume à moins de 50 ans après la mort de l'auteur) | 50 ans après publication (œuvres anonymes ou pseudonymes ; posthume premier ouvrage publié dans les 50 ans après la mort de l'auteur) | Oui                         |
| Aruba                                                                                              | Vie + 50 ans | |                             |
| Australie (y compris les territoires extérieurs)                                                   | Vie + 70 ans | 70 ans à la publication (enregistrements sonores, des films cinématographiques) 50 ans après la décision (émissions de télévision et des émissions sonores) 50 ans à compter de la publication (photographies, ne sont plus applicables depuis le 1er janvier 2005) | Oui                         |
| Autriche                                                                                           | Vie + 70 ans | 70 ans à la publication; 70 ans à la création si elle est inédite travail (anonymes ou pseudonymes) | Oui                         |
| Azerbaïdjan                                                                                        | Vie + 50 ans (sauf pour le travail publié à titre posthume première fois pendant 30 ans) | 50 ans après la publication (anonymes ou pseudonymes de travail; ouvrage posthume publié à première fois pendant 30 ans) | Oui                         |
| Bahamas                                                                                            | Convention de Berne pour la protection des œuvres littéraires et artistiques | |                             |
| Bahreïn                                                                                            | Vie + 50 années civiles (sauf pour le travail à titre posthume) | 50 années à compter de la publication (films cinématographiques, les œuvres des arts appliqués et les photographies, les œuvres anonymes ou pseudonymes ; œuvres collectives, les œuvres à titre posthume) 40 ans après la publication ou 50 ans de son achèvement, selon la première (logiciels informatiques) |                             |
| Bangladesh                                                                                         | Vie + 50 ans | |                             |
| Barbade                                                                                            | Vie + 50 ans, | 50 ans après la publication (œuvres anonymes ou pseudonymes) 50 ans à partir des décisions (générée par ordinateur de travail) 50 ans après la publication, et 50 ans à compter de la création si elle est inédite (enregistrements sonores et films) 50 ans après la création (broadcast), 50 ans après le programme inclus dans un service de câblodistribution 25 ans après la publication (arrangement typographique d'une édition publiée)                                                                                     | Oui                         |
| Biélorussie                                                                                        | Vie + 50 ans | 50 ans à la publication ou si elle est inédite de 50 ans à la création (œuvres anonymes ou pseudonymes) 50 ans après la fixation (performance) 50 ans à la publication ou si elle est inédite de 50 ans à la fixation (phonogramme) 50 ans après la première radiodiffusion ou transmission par câble | Oui                         |
| Belgique                                                                                           | Vie + 70 ans | |                             |
| Belize                                                                                             | Vie + 50 ans | |                             |
| Bénin                                                                                              | Vie + 50 ans | |                             |
| Bermudes                                                                                           | Vie + 50 ans | |                             |
| Convention de Berne pour la protection des œuvres littéraires et artistiques signataires           | Vie + 50 ans Les signataires peuvent accorder des durées plus longues | 50 ans à la publication ou si cela n'apparaît pas dans 50 ans de création (œuvres cinématographiques) 50 ans après publication (œuvres anonymes ou pseudonymes) 25 ans après la création (œuvres photographiques) Les signataires peuvent accorder des durées plus longues | Oui                         |
| Bhoutan                                                                                            | Vie + 50 ans | |                             |
| Bolivie                                                                                            | Vie + 50 ans | |                             |
| Bosnie-Herzégovine                                                                                 | Vie + 70 ans | |                             |
| Botswana                                                                                           | Convention de Berne pour la protection des œuvres littéraires et artistiques, l'ADPIC, le WCT | |                             |
| Brésil                                                                                             | Vie + 70 ans | |                             |
| Brunei                                                                                             | Vie + 50 ans | |                             |
| Bulgarie                                                                                           | Vie + 70 ans (UE) | |                             |
| Burkina Faso                                                                                       | Vie + 70 ans | |                             |
| Burundi                                                                                            | Vie + 50 ans | |                             |
| Cambodge                                                                                           | Vie + 50 ans | |                             |
| Cameroun                                                                                           | Vie + 50 ans, | |                             |
| Canada                                                                                             | Vie + 70 ans | |                             |
| Cap-Vert                                                                                           | Vie + 50 ans | |                             |
| République centrafricaine                                                                          | Convention de Berne pour la protection des œuvres littéraires et artistiques, l'ADPIC | |                             |
| Chili                                                                                              | Vie + 70 ans | |                             |
| Chine (République populaire) (métropolitaine uniquement)                                           | Vie + 50 ans (œuvres de citoyens), | 50 ans à la publication ou si elle est inédite de 50 ans à la création (des œuvres d'entités juridiques, les œuvres cinématographiques, des films ou d'œuvres photographiques) | Oui                         |
| Colombie                                                                                           | Vie + 80 ans, | 80 ans de publication (œuvres cinématographiques) | Oui                         |
| Comores                                                                                            | Convention de Berne pour la protection des œuvres littéraires et artistiques | |                             |
| Congo (République démocratique)                                                                    | Convention de Berne pour la protection des œuvres littéraires et artistiques, l'ADPIC | |                             |
| Congo (République)                                                                                 | Convention de Berne pour la protection des œuvres littéraires et artistiques, l'ADPIC | |                             |
| Corée du Nord (République populaire démocratique)                                                  | Convention de Berne pour la protection des œuvres littéraires et artistiques | |                             |
| Corée du Sud (République démocratique                                                              | Vie + 50 ans | 50 ans à la publication ou si elle est inédite de 50 ans à la création (œuvres d'organisation) | Oui                         |
| Costa Rica                                                                                         | Vie + 70 ans | |                             |
| Côte d'Ivoire                                                                                      | Vie + 99 ans (sauf les œuvres posthumes publiés pendant cette période) | 99 ans à la publication (photographiques ou audiovisuelles ou d'œuvres d'arts appliqués ; les œuvres anonymes ou pseudonymes, les œuvres à titre posthume) | Oui                         |
| Croatie                                                                                            | Vie + 70 ans | |                             |
| Cuba                                                                                               | Vie + 50 ans | |                             |
| Chypre                                                                                             | Vie + 50 ans (UE, WCT) | |                             |
| Danemark                                                                                           | Vie + 70 ans | |                             |
| Djibouti                                                                                           | Vie + 25 ans (Convention de Berne pour la protection des œuvres littéraires et artistiques, ADPIC) | 25 ans à la publication ou si elle est inédite de 25 ans à la fin (film) 25 ans à la fin (d'une œuvre photographique ou une œuvre des arts appliqués) | Oui                         |
| Dominique                                                                                          | Vie + 70 ans | |                             |
| République dominicaine                                                                             | Vie + 50 ans | |                             |
| Émirats arabes unis                                                                                | Vie + 50 ans | |                             |
| Équateur                                                                                           | Vie + 70 ans | |                             |
| Égypte                                                                                             | Vie + 50 ans | |                             |
| Érythrée                                                                                           | Inconnu | |                             |
| Espagne                                                                                            | Vie + 70 ans [Vie + 80 ans (1879-1987), Vie + de 60 ans (1987-1994)] | |                             |
| Estonie                                                                                            | Vie + 70 ans (UE) | 70 ans à la publication (œuvres anonymes ou pseudonymes) | Oui                         |
| États-Unis                                                                                         | Vie + 70 ans (ouvrages publiés depuis 1978 ou de travaux non publiés) | 95 ans à la publication ou 120 ans de la création si elle est plus courte (œuvres anonymes, les œuvres pseudonymes, ou des œuvres made for hire, publiées depuis 1978) 95 ans à compter de publication des ouvrages publiés 1964-1977, 28 (droit d'auteur si non renouvelé) ou 95 ans à compter de la publication de travaux publiés 1923-1963 (Copyrights avant 1923 ont expiré.) | Oui                         |
| Eswatini                                                                                           | Vie + 50 ans, | |                             |
| Éthiopie                                                                                           | Vie + 50 ans | |                             |
| Fidji                                                                                              | Vie + 50 ans | |                             |
| Finlande                                                                                           | Vie + 70 ans | 50 ans après publication (enregistrements sonores, émissions de télévision et des émissions sonores) 50 ans après la création (œuvres photographiques) | Oui                         |
| France                                                                                             | Vie + 70 ans (sauf les œuvres posthumes publiées après ce terme), Sauf pour les auteurs morts pour la France, dont les ayants droit bénéficient du régime des prorogations de guerre                               | 70 ans à la publication (sous un pseudonyme, anonyme ou travail collectif) 25 ans après publication (œuvres posthumes publiées après l'art. L123-1 terme) | Oui                         |
| Gabon                                                                                              | Convention de Berne pour la protection des œuvres littéraires et artistiques, l'ADPIC, le WCT | |                             |
| Gambie                                                                                             | Vie + 50 ans | |                             |
| Georgie                                                                                            | Vie + 70 ans | |                             |
| Ghana                                                                                              | Vie + 70 ans | |                             |
| Grèce                                                                                              | Vie + 70 ans, | 70 ans à la publication (œuvres anonymes ou pseudonymes) | Oui                         |
| Grenade                                                                                            | Convention de Berne pour la protection des œuvres littéraires et artistiques, l'ADPIC | |                             |
| Guatemala                                                                                          | Vie + 75 ans | 75 ans depuis la publication ou si elle est inédite dans 75 ans de création (programmes d'ordinateur et les œuvres collectives, les œuvres anonymes ou pseudonymes, les œuvres audiovisuelles) | Oui                         |
| Guinée                                                                                             | ADPIC, le WCT | |                             |
| Guinée-Bissau                                                                                      | Convention de Berne pour la protection des œuvres littéraires et artistiques, l'ADPIC | |                             |
| Guinée équatoriale                                                                                 | Convention de Berne pour la protection des œuvres littéraires et artistiques | |                             |
| Guyana                                                                                             | Vie + 50 ans | |                             |
| Haïti                                                                                              | Vie + 60 ans | 60 ans après la publication (œuvres anonymes, pseudonymes, collectives ou audiovisuelles). Si non publiée dans les 50 ans suivant la réalisation, 60 ans après avoir été rendue accessible au public. Sinon, 60 ans après la réalisation. 25 ans après la réalisation pour les photographies. 50 ans pour les interprétations et exécutions (après fixation ou, sinon, après exécution) ainsi que pour les phonogrammes (après publication ou, sinon, après fixation). 25 ans après l'émission pour les émissions de radiodiffusion | Oui                         |
| Honduras                                                                                           | Vie + 75 ans | 70 ans à partir publication ou, si elle est inédite dans les 50 ans, 70 ans depuis la création (œuvres des arts appliqués et photographies) | Oui                         |
| Hong Kong                                                                                          | Vie + 50 ans (littéraires, dramatiques, musicales ou artistiques avec l'auteur connu) Vie + 50 ans (films) | 50 ans à la publication ou si elle est inédite de 50 ans à la création (œuvres littéraires, dramatiques, musicales ou artistiques avec auteur inconnu) 50 ans à la publication ou si elle est inédite de 50 ans à la création (enregistrements sonores) 50 ans après la création (broadcast), 50 ans après le programme inclus dans un service de câblodistribution 25 ans après publication (disposition typographique des éditions publiées)                                                                                      | Oui                         |
| Hongrie                                                                                            | Vie + 70 ans | |                             |
| Îles Caïmans                                                                                       | Inconnu | |                             |
| Îles Marshall                                                                                      | 0, aucun droit d'auteur (pour les œuvres créées par un citoyen marshallais). | 0, aucun droit d'auteur. |                             |
| Îles Salomon                                                                                       | Vie + 50 ans | |                             |
| Îles Vierges britanniques                                                                          | Inconnu | |                             |
| Islande                                                                                            | Vie + 70 ans | |                             |
| Inde                                                                                               | Vie + 60 ans (sauf les œuvres posthumes), | 60 ans de publication (œuvres posthumes, photographies, films cinématographiques, enregistrements sonores, d'œuvres d'entreprises publiques et les œuvres d'organisations internationales) | Oui                         |
| Indonésie                                                                                          | Vie + 50 ans | |                             |
| Iran                                                                                               | Vie + 30 ans | 30 ans de publication (œuvres photographiques ou cinématographiques) |                             |
| Irak                                                                                               | Vie + 50 ans | |                             |
| Irlande                                                                                            | Vie + 70 ans | |                             |
| Israël                                                                                             | Vie + 70 ans | 50 ans après publication (photographies créées jusqu'à Mai 2007) | Oui                         |
| Italie                                                                                             | Vie + 70 ans Vie + 50 ans | 70 ans à la publication (anonymes ou pseudonymes de travail) 20 ans à la publication (copyright d'État, les provinces, les communes, les académies ou les organismes culturels publics, ou de personnes morales privées, d'un but non lucratif, de caractère) | Oui                         |
| Jamaïque                                                                                           | Vie + 50 ans | |                             |
| Japon                                                                                              | Vie + 50 ans | 70 ans à la publication ou si elle est inédite de 70 ans à la création (œuvres cinématographiques) 50 ans à la publication ou si elle est inédite de 50 ans à la création (des œuvres d'une personne morale ou autre personne morale) | Oui                         |
| Jordanie                                                                                           | Vie + 50 ans | |                             |
| Kazakhstan                                                                                         | Vie + 50 ans | |                             |
| Kenya                                                                                              | Vie + 50 ans (littéraire, musicale ou artistique autre que des photographies) | 50 ans après les plus récentes de création ou de publication (œuvres audiovisuelles et photographies) | Oui                         |
| Kiribati                                                                                           | Vie + 50 ans | |                             |
| Koweït                                                                                             | ADPIC | |                             |
| Kirghizistan                                                                                       | Vie + 50 ans | |                             |
| Laos                                                                                               | Vie + 50 ans pour toutes les œuvres, même non enregistrées officiellement (enregistrement automatique si preuves apportées de la simple existence de l'œuvre),                                                     | Ratification de la Convention de Berne pour la protection des œuvres littéraires et artistiques |                             |
| Lettonie                                                                                           | Vie + 70 ans Vie + 50 ans | 70 ans à la publication (anonymes ou pseudonymes de travail) | Oui                         |
| Liban                                                                                              | Vie + 50 ans | |                             |
| Lesotho                                                                                            | Vie + 50 ans | |                             |
| Libye                                                                                              | Vie + de 25 ans avec 50 ans minimum (à partir de 1968 ; mais ont changé depuis) | |                             |
| Liechtenstein                                                                                      | Vie + 70 ans Vie + 50 ans | |                             |
| Lituanie                                                                                           | Vie + 70 ans Vie + 50 ans | |                             |
| Luxembourg                                                                                         | Vie + 70 ans Vie + 50 ans | |                             |
| Macao(b)                                                                                           | Vie + 50 ans | 50 ans après publication (œuvres anonymes) 50 ans après publication (œuvres audiovisuelles) 25 ans à la fin (des œuvres d'arts appliqués et les œuvres photographiques) | Oui                         |
| Macédoine du Nord                                                                                  | Vie + 70 ans | |                             |
| Madagascar                                                                                         | Vie + 70 ans | |                             |
| Malawi                                                                                             | Vie + 50 ans | |                             |
| Malaisie                                                                                           | Vie + 50 ans | |                             |
| Maldives                                                                                           | ADPIC | |                             |
| Mali                                                                                               | Vie + 50 ans | |                             |
| Malte                                                                                              | Vie + 70 ans | |                             |
| Mauritanie                                                                                         | Convention de Berne pour la protection des œuvres littéraires et artistiques, l'ADPIC | |                             |
| Maurice                                                                                            | Vie + 50 ans | |                             |
| Mexique                                                                                            | Vie + de 100 ans (à compter du 23 juillet 2003 autres rétroactivement) [La vie + 75 ans (avant le changement de loi le 23 juillet 2003, applicable pour les décès avant le 23 juillet 1928)]                       | |                             |
| États fédérés de Micronésie                                                                        | Vie + 50 ans | |                             |
| Moldavie                                                                                           | Vie + 50 ans | |                             |
| Monaco                                                                                             | WCT | |                             |
| Mongolie                                                                                           | Vie + 50 ans | |                             |
| Monténégro                                                                                         | Vie + 70 ans | |                             |
| Maroc                                                                                              | Vie + 70 ans | |                             |
| Mozambique                                                                                         | Vie + 70 ans | |                             |
| Birmanie                                                                                           | ADPIC | |                             |
| Namibie                                                                                            | Vie + 50 ans (sauf les œuvres posthumes) | 50 ans après publication (œuvres posthumes) 50 ans à la publication ou si elle est inédite dans 50 ans de création (films cinématographiques, des photographies et des programmes d'ordinateur) | Oui                         |
| Nauru                                                                                              | inconnu | |                             |
| Népal                                                                                              | Vie + 50 ans | |                             |
| Nicaragua                                                                                          | Vie + 70 ans | |                             |
| Niger                                                                                              | Vie + 50 ans | |                             |
| Nigeria                                                                                            | Vie + 70 ans (littéraires, musicales ou artistiques autres que des photographies) | 70 ans à la publication (littéraires, musicales ou non-photo artistique travaille dans le cas du gouvernement ou une personne morale) 50 ans après la publication (les films cinématographiques et photographies) 50 ans après la création (enregistrements sonores) 50 ans après la publication (diffusion) | Oui                         |
| Norvège                                                                                            | Vie + 70 ans | |                             |
| Nouvelle-Zélande                                                                                   | Vie + 50 ans (littéraire, dramatique, musicale ou artistique) | 50 ans après la création (générée par ordinateur de travail) | Oui                         |
| Oman                                                                                               | Vie + 50 ans | |                             |
| Ouganda                                                                                            | ADPIC | |                             |
| Ouzbékistan                                                                                        | Vie + 50 ans | |                             |
| Pakistan                                                                                           | Vie + 50 ans | |                             |
| Palaos                                                                                             | Vie + 50 ans | |                             |
| Panama                                                                                             | Vie + 50 ans | |                             |
| Papouasie-Nouvelle-Guinée                                                                          | Vie + 50 ans | |                             |
| Paraguay                                                                                           | Vie + 70 ans | |                             |
| Pays-Bas                                                                                           | Vie + 70 ans | |                             |
| Pérou                                                                                              | Vie + 70 ans | |                             |
| Philippines                                                                                        | Vie + 50 ans | 50 ans après publication (œuvres photographiques) | Oui                         |
| Pologne                                                                                            | Vie + 70 ans | |                             |
| Portugal                                                                                           | Vie + 70 ans Vie + 50 ans | |                             |
| Qatar                                                                                              | Vie + 50 ans | |                             |
| Roumanie                                                                                           | Vie + 70 ans | |                             |
| Royaume-Uni                                                                                        | Vie + 70 ans | 50 ans après la mise en liberté ou s'il n'est pas libéré 50 ans après la décision (enregistrements sonores) | Oui                         |
| Russie                                                                                             | Vie + 70 ans à partir du 28 juillet 2004 Vie + 50 ans (mort avant 1953) | |                             |
| Rwanda                                                                                             | Convention de Berne pour la protection des œuvres littéraires et artistiques, l'ADPIC | |                             |
| Saint-Christophe-et-Niévès                                                                         | Vie + 50 ans | |                             |
| Sainte-Lucie                                                                                       | Vie + 50 ans | |                             |
| Saint-Vincent-et-les-Grenadines                                                                    | Vie + 75 ans (littéraire, dramatique, musicale ou artistique) | 75 ans depuis la publication ou si elle est inédite de 50 ans à la création (enregistrement sonore ou un film) 50 ans après la création (générée par ordinateur de travail) 50 ans après la création (broadcast), 50 ans après le programme inclus dans un service de câblodistribution | Oui                         |
| Samoa                                                                                              | Convention de Berne pour la protection des œuvres littéraires et artistiques | |                             |
| Saint-Marin                                                                                        | Inconnu | |                             |
| Salvador                                                                                           | Vie + 50 ans | |                             |
| Sao Tomé-et-Principe                                                                               | Inconnu | |                             |
| Sénégal                                                                                            | Convention de Berne pour la protection des œuvres littéraires et artistiques, l'ADPIC | |                             |
| Serbie                                                                                             | Vie + 70 ans | |                             |
| Seychelles                                                                                         | Vie + 25 ans | 25 ans après publication (photographie, film, ou de diffuser) 25 ans après la création (enregistrement sonore) | Oui                         |
| Singapour                                                                                          | Vie + 70 ans (sauf pour le travail à titre posthume), | 70 ans à la publication (ouvrage posthume, photographie) 70 ans à la publication (enregistrements sonores et les films cinématographiques) 50 ans après la décision (émissions télévisées, émissions de radiodiffusion sonore, les programmes de câble) 25 ans après publication (éditions publiées d'œuvres) | Oui                         |
| Slovaquie                                                                                          | Vie + 70 ans | |                             |
| Slovénie                                                                                           | Vie + 70 ans | |                             |
| Somalie                                                                                            | Inconnu | |                             |
| Sri Lanka                                                                                          | Vie + 50 ans | 50 ans à la publication ou si elle est inédite de 50 ans à la fin (cinématographique, l'œuvre radiophonique ou audiovisuel) 25 ans après publication (le travail photographique ou une œuvre des arts appliqués) | Oui                         |
| Soudan                                                                                             | Vie + 50 ans | 25 ans après publication (images photographiques et des films cinématographiques et autres œuvres audiovisuelles, les œuvres publiées sous pseudonyme ou anonymement inconnu) |                             |
| Suriname                                                                                           | Convention de Berne pour la protection des œuvres littéraires et artistiques, l'ADPIC | |                             |
| Suède                                                                                              | Vie + 70 ans | |                             |
| Suisse                                                                                             | Vie + 70 ans à compter du 1er juillet 1993 Non-rétroactive, mais la vie + 50 ans pour les programmes d'ordinateur Vie + 50 ans (avant le changement de loi le 1er juillet 1993, applicable pour les décès de 1942) | 50 ans après (les droits d'exécution des artistes) | Oui                         |
| Syrie                                                                                              | Vie + 50 ans | 10 ans de production (photographie, arts plastiques ou d'arts plastiques) |                             |
| Taïwan                                                                                             | Vie + 50 ans | 50 ans après publication (œuvres photographiques, les œuvres audiovisuelles, des enregistrements sonores et performances) | Oui                         |
| Tadjikistan                                                                                        | Convention de Berne pour la protection des œuvres littéraires et artistiques | |                             |
| Tanzanie                                                                                           | Vie + 50 ans | |                             |
| Tchad                                                                                              | Convention de Berne pour la protection des œuvres littéraires et artistiques, l'ADPIC | |                             |
| Tchéquie                                                                                           | Vie + 70 ans | 70 ans à la publication (œuvres anonymes) | Oui                         |
| Territoire britannique de l'océan Indien                                                           | Inconnu | |                             |
| Thaïlande                                                                                          | Vie + 50 ans | |                             |
| Timor oriental                                                                                     | Vie + 50 ans | |                             |
| Togo                                                                                               | Vie + 50 ans | |                             |
| Tonga                                                                                              | Vie + 50 ans | |                             |
| Trinité-et-Tobago                                                                                  | Vie + 50 ans | |                             |
| Tunisie                                                                                            | Vie + 50 ans | |                             |
| Turquie                                                                                            | Vie + 70 ans | |                             |
| Turkménistan                                                                                       | Inconnu | |                             |
| Tuvalu                                                                                             | Vie + 50 ans | |                             |
| Ukraine                                                                                            | Vie + 70 ans Vie + 50 ans | |                             |
| Les membres de l’Union européenne                                                                  | Vie + 70 ans | 70 ans à la publication ou si elle est inédite de 70 ans à la création (œuvres anonymes) | Oui                         |
| Convention universelle sur le droit d'auteur (Universal Copyright Convention) Conditions minimales | Vie + 25 ans (ouvrages généraux) | 25 ans après publication (œuvres précises ne repose pas sur les décès des auteurs) 10 ans (les œuvres photographiques, ni aux œuvres des arts appliqués) |                             |
| Uruguay                                                                                            | Vie + 50 ans | |                             |
| Vanuatu                                                                                            | Inconnu | |                             |
| Cité du Vatican                                                                                    | Vie + 70 ans | |                             |
| Venezuela                                                                                          | Vie + de 60 ans | 60 ans de publication; 60 ans de création si elle est inédite (une œuvre audiovisuelle, une œuvre radiophonique ou d'un programme informatique) 60 ans de publication (anonymes ou pseudonymes de travail) | Oui                         |
| Viêt Nam                                                                                           | Convention de Berne pour la protection des œuvres littéraires et artistiques | |                             |
| Yémen                                                                                              | Vie + 30 ans | |                             |
| Zambie                                                                                             | Vie + 50 ans | |                             |
| Zimbabwe                                                                                           | Vie + 50 ans, | 50 ans après publication (photos) 50 ans après la création (enregistrements sonores) 50 ans après publication (films cinématographiques, des émissions) | Oui                         |

Notes du tableau
Les durées de protection proviennent de diverses sources, y compris l'Organisation mondiale de la propriété intellectuelle, l'Unesco et l'université de Pennsylvanie. Si aucune information plus spécifique n'est disponible pour un pays, une indication de la durée de son auteur probable minimum peut être tirée de son statut en tant que :
- Signataire de la convention de Berne pour la protection des œuvres littéraires et artistiques (Berne) : durée minimale de vie + 50 ans, sauf pour les photographies.
- Membre de l'OMC (ADPIC) : durée minimale de vie + 50 ans.
- Candidat à l'adhésion à l'Union européenne (UE) : terme doit être la vie + 70 ans avant l'adhésion.

## Régime par pays
|                  | Pays                                      | Type de régime                  | Titulaire des droits                                | Droits accordés | Limites au champ d'application du régime |
| ---------------- | ----------------------------------------- | ------------------------------- | --------------------------------------------------- | --- | ---------------------------------------- |
|                  | Afghanistan                               | à compléter                     | à compléter                                         | à compléter | à compléter                              |
|                  | Afrique du Sud                            | Copyright                       | L'auteur, l'employeur, le producteur ou l'éditeur   | Droits patrimoniaux : 50 ans à compter de la publication | utilisation équitable                    |
|                  | Albanie                                   | Droit d'auteur                  | L'auteur                                            | Droits patrimoniaux et droit moral : 70 ans post mortem, 70 ans à compter de leur création pour les films et photographies, 25 ans à compter de leur création pour les arts appliqués                                                  | Exceptions au droit d’auteur             |
|                  | Algérie                                   | Droit d'auteur                  | L'auteur                                            | Droits patrimoniaux : 50 ans post mortem Droit moral : perpétuel | Exceptions au droit d’auteur             |
|                  | Allemagne                                 | Droit d'auteur                  | L'auteur                                            | Droits patrimoniaux et droit moral : 70 ans post mortem | Exceptions au droit d’auteur             |
|                  | Andorre                                   | Droit d'auteur                  | L'auteur ou son employeur                           | Droits patrimoniaux et droit moral : 70 ans post mortem | Exceptions au droit d’auteur             |
|                  | Angola                                    | Droit d'auteur                  | L'auteur                                            | Droits patrimoniaux : 50 ans post mortem, 25 ans post mortem pour les photographies et l'art appliqué Droit moral : perpétuel, inaliénable et imprescriptible Non membre de la Convention de Berne                                     | Exceptions au droit d’auteur             |
|                  | Antigua-et-Barbuda                        | Copyright                       | L'auteur, l'employeur, le producteur ou l'éditeur   | Droits patrimoniaux et droit moral : 50 ans post mortem 50 ans à compter de leur création pour les enregistrements sonores et les films                                                                                                | Utilisation équitable                    |
|                  | Arabie saoudite                           | à compléter                     | à compléter                                         | Droits patrimoniaux : 50 ans post mortem | à compléter                              |
|                  | Argentine                                 | Droit d'auteur                  | l'auteur                                            | Droits patrimoniaux et droit moral : 70 ans post mortem | Exceptions au droit d’auteur             |
|                  | Arménie                                   | à compléter                     | à compléter                                         | à compléter | à compléter                              |
|                  | Australie                                 | Copyright                       | l'auteur, le producteur, l'éditeur ou l'employeur   | Droits patrimoniaux et droit moral : 70 ans post mortem, 50 ans à compter de la création pour les œuvres télévisuelles Le droit de paternité sur les films ne dure que la vie de l'auteur                                              | Utilisation équitable                    |
|                  | Autriche                                  | Droit d'auteur                  | l'auteur                                            | Droits patrimoniaux : 70 ans post mortem | Exceptions au droit d’auteur             |
|                  | Azerbaïdjan                               | Droit d'auteur                  | L'auteur, même salarié                              | Droits patrimoniaux : 50 ans post mortem Droit moral : perpétuel | Exceptions au droit d’auteur             |
|                  | Bahamas                                   | à compléter                     | à compléter                                         | à compléter | à compléter                              |
|                  | Bahreïn                                   | à compléter                     | à compléter                                         | Droits patrimoniaux : 50 ans post mortem | à compléter                              |
|                  | Bangladesh                                | à compléter                     | à compléter                                         | Droits patrimoniaux : 50 ans post mortem | à compléter                              |
|                  | Barbade                                   | à compléter                     | à compléter                                         | Droits patrimoniaux : 50 ans post mortem | à compléter                              |
|                  | Belgique                                  | Droit d'auteur                  | L'auteur, même salarié                              | Droits patrimoniaux : 70 ans post mortem Droit moral : perpétuel | Exceptions au droit d’auteur             |
|                  | Belize                                    | à compléter                     | à compléter                                         | Droits patrimoniaux : 50 ans post mortem | à compléter                              |
|                  | Bénin                                     | Droit d'auteur                  | L'auteur                                            | Droits patrimoniaux : 70 ans post mortem Droit moral : perpétuel | Exceptions au droit d’auteur             |
|                  | Bhoutan                                   | à compléter                     | à compléter                                         | Droits patrimoniaux : 50 ans post mortem | à compléter                              |
|                  | Biélorussie                               | à compléter                     | à compléter                                         | Droits patrimoniaux : 50 ans post mortem | à compléter                              |
|                  | Birmanie                                  | à compléter                     | à compléter                                         | à compléter Non membre de la Convention de Berne | à compléter                              |
|                  | Bolivie                                   | Droit d'auteur                  | l'auteur                                            | Droits patrimoniaux : 50 ans post mortem Droit moral : perpétuel | Exceptions au droit d’auteur             |
|                  | Bosnie-Herzégovine                        | à compléter                     | à compléter                                         | Droits patrimoniaux : 70 ans post mortem | à compléter                              |
|                  | Botswana                                  | à compléter                     | à compléter                                         | à compléter | à compléter                              |
|                  | Brésil                                    | Droit d'auteur                  | l'auteur                                            | Droits patrimoniaux et droit moral : 70 ans post mortem 50 ans après leur publication pour les logiciels Droit de suite et droit de repentir                                                                                           | Exceptions au droit d’auteur             |
|                  | Brunei                                    | à compléter                     | à compléter                                         | Droits patrimoniaux : 50 ans post mortem | à compléter                              |
|                  | Bulgarie                                  | à compléter                     | à compléter                                         | Droits patrimoniaux : 70 ans post mortem | à compléter                              |
|                  | Burkina Faso                              | à compléter                     | à compléter                                         | Droits patrimoniaux : 70 ans post mortem | à compléter                              |
|                  | Burundi                                   | à compléter                     | à compléter                                         | à compléter Non membre de la Convention de Berne | à compléter                              |
|                  | Cambodge                                  | à compléter                     | à compléter                                         | Droits patrimoniaux : 50 ans post mortem | à compléter                              |
|                  | Cameroun                                  | Droit d'auteur                  | L'auteur                                            | Droits patrimoniaux : 50 ans post mortem | Exceptions au droit d’auteur             |
|                  | Canada                                    | Copyright                       | les auteurs, le producteur, ou l'éditeur de l'œuvre | Droits patrimoniaux : 50 ans après la mort des auteurs | Utilisation équitable                    |
|                  | Cap-Vert                                  | à compléter                     | à compléter                                         | Droits patrimoniaux : 50 ans post mortem | à compléter                              |
|                  | République centrafricaine                 | à compléter                     | à compléter                                         | à compléter | à compléter                              |
|                  | Chili                                     | Droit d'auteur                  | L'auteur                                            | Droits patrimoniaux : 70 ans post mortem | Exceptions au droit d’auteur             |
|                  | Chine                                     | Droit d'auteur                  | L'auteur                                            | Droits patrimoniaux : 50 ans post mortem Droit moral : perpétuel | Exceptions au droit d’auteur             |
|                  | Chypre                                    | Copyright                       | L'auteur, le producteur, l'éditeur, ou l'employeur  | Droits patrimoniaux : 70 ans post mortem | à compléter                              |
|                  | Colombie                                  | Droit d'auteur                  | L'auteur                                            | Droits patrimoniaux : 80 ans post mortem | Exceptions au droit d’auteur             |
|                  | Comores                                   | à compléter                     | à compléter                                         | à compléter | à compléter                              |
|                  | République démocratique du Congo le Congo | Droit d'auteur                  | L'auteur                                            | Droits patrimoniaux : 50 ans post mortem | Exceptions au droit d’auteur             |
|                  | Congo                                     | Droit d'auteur                  | L'auteur                                            | à compléter | Exceptions au droit d’auteur             |
|                  | Corée du Nord                             | à compléter                     | à compléter                                         | Droits patrimoniaux : 50 ans post mortem | à compléter                              |
|                  | Corée du Sud                              | à compléter                     | à compléter                                         | Droits patrimoniaux : 50 ans post mortem | à compléter                              |
|                  | Costa Rica                                | à compléter                     | à compléter                                         | Droits patrimoniaux : 70 ans post mortem | à compléter                              |
|                  | Côte d'Ivoire                             | Droit d'auteur                  | l'auteur                                            | Droits patrimoniaux : 99 ans post mortem Droit moral : perpétuel | Exceptions au droit d’auteur             |
|                  | Croatie                                   | à compléter                     | à compléter                                         | Droits patrimoniaux : 70 ans post mortem | à compléter                              |
|                  | Cuba                                      | à compléter                     | à compléter                                         | Droits patrimoniaux : 50 ans post mortem | à compléter                              |
|                  | Danemark                                  | à compléter                     | à compléter                                         | Droits patrimoniaux et droit moral: 70 ans post mortem | à compléter                              |
|                  | Djibouti                                  | à compléter                     | à compléter                                         | à compléter | à compléter                              |
|                  | République dominicaine                    | à compléter                     | à compléter                                         | Droits patrimoniaux : 50 ans post mortem | à compléter                              |
|                  | Dominique                                 | à compléter                     | à compléter                                         | Droits patrimoniaux : 70 ans post mortem | à compléter                              |
|                  | Égypte                                    | Droit d'auteur                  | L'auteur                                            | Droits patrimoniaux : 50 ans post mortem Droit moral : perpétuel, inaliénable et imprescriptible | Exceptions au droit d’auteur             |
|                  | Émirats arabes unis                       | à compléter                     | à compléter                                         | à compléter | à compléter                              |
|                  | Équateur                                  | Droit d'auteur                  | l'auteur                                            | Droits patrimoniaux : 70 ans post mortem Droit moral : perpétuel, inaliénable et imprescriptible | Exceptions au droit d’auteur             |
|                  | Érythrée                                  | à compléter                     | à compléter                                         | à compléter Non membre de la Convention de Berne | à compléter                              |
|                  | Espagne                                   | Droit d'auteur                  | L'auteur de l'œuvre                                 | Droits patrimoniaux : 70 ans post mortem | Exceptions au droit d’auteur             |
|                  | Estonie                                   | à compléter                     | à compléter                                         | Droits patrimoniaux : 70 ans post mortem | à compléter                              |
|                  | États-Unis                                | Copyright                       | les auteurs, le producteur, ou l'éditeur de l'œuvre | 70 ans post mortem si le titulaire est une personne physique, mais dans le cas d'un travail fait pour une personne morale, c'est 95 ans à compter de la publication ou 120 ans à compter de la création selon la durée la plus courte. | fair use                                 |
|                  | Eswatini                                  | à compléter                     | à compléter                                         | Droits patrimoniaux : 50 ans post mortem | à compléter                              |
|                  | Éthiopie                                  | à compléter                     | à compléter                                         | Droits patrimoniaux : vie de l'auteur Non membre de la Convention de Berne | à compléter                              |
|                  | Fidji                                     | à compléter                     | à compléter                                         | à compléter | à compléter                              |
|                  | Finlande                                  | à compléter                     | à compléter                                         | Droits patrimoniaux : 70 ans post mortem | à compléter                              |
|                  | France                                    | Droits d'auteur                 | Les auteurs de l'œuvre                              | Droits patrimoniaux : 70 ans après la mort de tous les auteurs Droit moral : perpétuel | Exceptions au droit d’auteur             |
|                  | Gabon                                     | Droit d'auteur                  | L'auteur                                            | à compléter | Exceptions au droit d’auteur             |
|                  | Gambie                                    | à compléter                     | à compléter                                         | Droits patrimoniaux : 50 ans post mortem | à compléter                              |
|                  | Géorgie                                   | à compléter                     | à compléter                                         | Droits patrimoniaux : 70 ans post mortem | à compléter                              |
|                  | Ghana                                     | à compléter                     | à compléter                                         | Droits patrimoniaux : 70 ans post mortem | à compléter                              |
|                  | Grèce                                     | Droit d'auteur                  | L'auteur                                            | Droits patrimoniaux : 70 ans post mortem | Exceptions au droit d’auteur             |
|                  | Grenade                                   | à compléter                     | à compléter                                         | à compléter | à compléter                              |
|                  | Guatemala                                 | à compléter                     | à compléter                                         | Droits patrimoniaux : 75 ans post mortem | à compléter                              |
|                  | Guinée                                    | Droit d'auteur                  | L'auteur                                            | Droits patrimoniaux : 80 ans post mortem | Exceptions au droit d’auteur             |
|                  | Guinée-Bissau                             | à compléter                     | à compléter                                         | à compléter | à compléter                              |
|                  | Guinée équatoriale                        | à compléter                     | à compléter                                         | à compléter | à compléter                              |
|                  | Guyana                                    | à compléter                     | à compléter                                         | Droits patrimoniaux : 50 ans post mortem | à compléter                              |
|                  | Haïti                                     | à compléter                     | à compléter                                         | à compléter | à compléter                              |
|                  | Honduras                                  | à compléter                     | à compléter                                         | Droits patrimoniaux : 75 ans post mortem | à compléter                              |
|                  | Hong Kong                                 | Copyright                       | L'auteur, le producteur, l'éditeur ou l'employeur   | Droits patrimoniaux : 50 ans post mortem | Utilisation équitable                    |
|                  | Hongrie                                   | à compléter                     | à compléter                                         | Droits patrimoniaux : 70 ans post mortem | à compléter                              |
|                  | Inde                                      | Copyright                       | l'auteur, le producteur, l'éditeur ou l'employeur   | Droits patrimoniaux : 60 ans post mortem 60 ans après leur publication pour les enregistrements sonores, les films Le droit moral peut être abandonné                                                                                  | Utilisation équitable                    |
|                  | Indonésie                                 | à compléter                     | à compléter                                         | à compléter | à compléter                              |
|                  | Irak                                      | à compléter                     | à compléter                                         | Droits patrimoniaux : 50 ans post mortem Non membre de la Convention de Berne | à compléter                              |
|                  | Iran                                      | à compléter                     | à compléter                                         | Droits patrimoniaux : 30 ans post mortem Non membre de la Convention de Berne | à compléter                              |
|                  | Irlande                                   | Copyright                       | l'auteur, le producteur ou l'employeur              | Droits patrimoniaux : 70 ans post mortem | Utilisation équitable                    |
|                  | Islande                                   | à compléter                     | à compléter                                         | Droits patrimoniaux : 70 ans post mortem | à compléter                              |
|                  | Israël                                    | à compléter                     | à compléter                                         | Droits patrimoniaux : 70 ans post mortem | à compléter                              |
|                  | Italie                                    | Droit d'auteur                  | L'auteur                                            | Droits patrimoniaux : 70 ans post mortem | Exceptions au droit d’auteur             |
|                  | Jamaïque                                  | à compléter                     | à compléter                                         | Droits patrimoniaux : 50 ans post mortem | à compléter                              |
|                  | Japon                                     | Droit d'auteur                  | L'auteur                                            | Droits patrimoniaux et droit moral : 50 ans post mortem 70 ans à compter de leur publication pour les films | Exceptions au droit d’auteur             |
|                  | Jordanie                                  | Droit d'auteur                  | L'auteur ou son employeur                           | Droits patrimoniaux : 50 ans post mortem 25 ans à compter de leur création pour les photographies et l'art appliqué | Exceptions au droit d’auteur             |
|                  | Kazakhstan                                | à compléter                     | à compléter                                         | Droits patrimoniaux : 50 ans post mortem | à compléter                              |
|                  | Kenya                                     | à compléter                     | à compléter                                         | Droits patrimoniaux : 50 ans post mortem | à compléter                              |
|                  | Kirghizistan                              | à compléter                     | à compléter                                         | Droits patrimoniaux : 50 ans post mortem | à compléter                              |
|                  | Kiribati                                  | à compléter                     | à compléter                                         | Droits patrimoniaux : 50 ans post mortem | à compléter                              |
|                  | Koweït                                    | à compléter                     | à compléter                                         | à compléter | à compléter                              |
|                  | Laos                                      | à compléter                     | à compléter                                         | Droits patrimoniaux : 50 ans post mortem | à compléter                              |
|                  | Lesotho                                   | à compléter                     | à compléter                                         | Droits patrimoniaux : 50 ans post mortem | à compléter                              |
|                  | Lettonie                                  | à compléter                     | à compléter                                         | Droits patrimoniaux : 70 ans post mortem | à compléter                              |
|                  | Liban                                     | à compléter                     | à compléter                                         | Droits patrimoniaux : 50 ans post mortem | à compléter                              |
|                  | Liberia                                   | à compléter                     | à compléter                                         | à compléter | à compléter                              |
|                  | Libye                                     | à compléter                     | à compléter                                         | Droits patrimoniaux : 50 ans post mortem | à compléter                              |
|                  | Liechtenstein                             | à compléter                     | à compléter                                         | Droits patrimoniaux : 70 ans post mortem | à compléter                              |
|                  | Lituanie                                  | à compléter                     | à compléter                                         | Droits patrimoniaux : 70 ans post mortem | à compléter                              |
|                  | Luxembourg                                | à compléter                     | à compléter                                         | Droits patrimoniaux : 70 ans post mortem | à compléter                              |
|                  | Macédoine du Nord                         | à compléter                     | à compléter                                         | Droits patrimoniaux : 70 ans post mortem | à compléter                              |
|                  | Madagascar                                | Droit d'auteur                  | L'auteur                                            | Droits patrimoniaux : 70 ans post mortem Droit moral : perpétuel | Exceptions au droit d’auteur             |
|                  | Malaisie                                  | à compléter                     | à compléter                                         | Droits patrimoniaux : 50 ans post mortem | à compléter                              |
|                  | Malawi                                    | à compléter                     | à compléter                                         | Droits patrimoniaux : 50 ans post mortem | à compléter                              |
|                  | Maldives                                  | à compléter                     | à compléter                                         | à compléter | à compléter                              |
|                  | Mali                                      | Droit d'auteur                  | L'auteur                                            | Droits patrimoniaux : 70 ans post mortem | Exceptions au droit d’auteur             |
|                  | Malte                                     | Copyright                       | à compléter                                         | Droits patrimoniaux : 70 ans post mortem | à compléter                              |
|                  | Maroc                                     | Droit d'auteur                  | L'auteur                                            | Droits patrimoniaux : 70 ans post mortem Droit moral : perpétuel, inaliénable, imprescriptible | Exceptions au droit d’auteur             |
|                  | Marshall                                  | Pas de législation              | Pas de législation                                  | Pas de législation | Pas de législation                       |
|                  | Maurice                                   | à compléter                     | à compléter                                         | Droits patrimoniaux : 50 ans post mortem | à compléter                              |
|                  | Mauritanie                                | Pas de législation              | Pas de législation                                  | Pas de législation | Pas de législation                       |
|                  | Mexique                                   | Droit d'auteur                  | L'auteur                                            | Droits patrimoniaux : 100 ans post mortem | Exceptions au droit d’auteur             |
|                  | États fédérés de Micronésie               | à compléter                     | à compléter                                         | Droits patrimoniaux : 50 ans post mortem | à compléter                              |
|                  | Moldavie                                  | à compléter                     | à compléter                                         | Droits patrimoniaux : 50 ans post mortem | à compléter                              |
|                  | Monaco                                    | à compléter                     | à compléter                                         | à compléter | à compléter                              |
|                  | Mongolie                                  | à compléter                     | à compléter                                         | Droits patrimoniaux : 50 ans post mortem | à compléter                              |
|                  | Monténégro                                | à compléter                     | à compléter                                         | Droits patrimoniaux : 70 ans post mortem | à compléter                              |
|                  | Mozambique                                | à compléter                     | à compléter                                         | Droits patrimoniaux : 70 ans post mortem Non membre de la Convention de Berne | à compléter                              |
|                  | Namibie                                   | à compléter                     | à compléter                                         | Droits patrimoniaux : 50 ans post mortem | à compléter                              |
|                  | Nauru                                     | à compléter                     | à compléter                                         | à compléter | à compléter                              |
| Drapeau du Népal | Népal                                     | à compléter                     | à compléter                                         | Droits patrimoniaux : 50 ans post mortem | à compléter                              |
|                  | Nicaragua                                 | à compléter                     | à compléter                                         | Droits patrimoniaux : 50 ans post mortem | à compléter                              |
|                  | Niger                                     | à compléter                     | à compléter                                         | Droits patrimoniaux : 50 ans post mortem | à compléter                              |
|                  | Nigeria                                   | à compléter                     | à compléter                                         | Droits patrimoniaux : 70 ans post mortem | à compléter                              |
|                  | Norvège                                   | à compléter                     | à compléter                                         | Droits patrimoniaux : 70 ans post mortem | à compléter                              |
|                  | Nouvelle-Zélande                          | Copyright                       | L'auteur, le producteur ou l'employeur              | Droits patrimoniaux : 50 ans post mortem 50 ans à compter de leur création pour les enregistrements musicaux, les films et les logiciels                                                                                               | Utilisation équitable                    |
|                  | Oman                                      | à compléter                     | à compléter                                         | à compléter | à compléter                              |
|                  | Ouganda                                   | à compléter                     | à compléter                                         | à compléter Non membre de la Convention de Berne | à compléter                              |
|                  | Ouzbékistan                               | à compléter                     | à compléter                                         | à compléter | à compléter                              |
|                  | Pakistan                                  | à compléter                     | à compléter                                         | Droits patrimoniaux : 50 ans post mortem Non membre de la Convention de Berne | à compléter                              |
|                  | Palaos                                    | à compléter                     | à compléter                                         | Droits patrimoniaux : 50 ans post mortem | à compléter                              |
|                  | Panama                                    | Droit d'auteur                  | L'auteur                                            | Droits patrimoniaux : 50 ans post mortem | Exceptions au droit d’auteur             |
|                  | Papouasie-Nouvelle-Guinée                 | à compléter                     | à compléter                                         | Droits patrimoniaux : 50 ans post mortem Non membre de la Convention de Berne | à compléter                              |
|                  | Paraguay                                  | Droit d'auteur                  | L'auteur                                            | Droits patrimoniaux : 70 ans post mortem | Exceptions au droit d’auteur             |
|                  | Pays-Bas                                  | à compléter                     | à compléter                                         | Droits patrimoniaux : 70 ans post mortem | à compléter                              |
|                  | Pérou                                     | Droit d'auteur                  | L'auteur                                            | Droits patrimoniaux : 70 ans post mortem | Exceptions au droit d’auteur             |
|                  | Philippines                               | Copyright                       | l'auteur, le producteur ou l'employeur              | Droits patrimoniaux et droit moral : 50 ans post mortem | fair use                                 |
|                  | Pologne                                   | Droit d'auteur                  | L'auteur                                            | Droits patrimoniaux : 70 ans post mortem | Exceptions au droit d’auteur             |
|                  | Portugal                                  | Droit d'auteur                  | L'auteur                                            | Droits patrimoniaux : 70 ans post mortem | Exceptions au droit d’auteur             |
|                  | Qatar                                     | à compléter                     | à compléter                                         | Droits patrimoniaux : 50 ans post mortem Non membre de la Convention de Berne | à compléter                              |
|                  | Roumanie                                  | Droit d'auteur                  | L'auteur                                            | Droits patrimoniaux : 70 ans post mortem | Exceptions au droit d’auteur             |
|                  | Royaume-Uni                               | Copyright                       | L'auteur, le producteur ou l'employeur              | Droits patrimoniaux : 70 ans post mortem Droit moral : 50 ans post mortem | Utilisation équitable                    |
|                  | Russie                                    | à compléter                     | à compléter                                         | Droits patrimoniaux : 70 ans post mortem | à compléter                              |
|                  | Rwanda                                    | à compléter                     | à compléter                                         | à compléter | à compléter                              |
|                  | Saint-Christophe-et-Niévès                | à compléter                     | à compléter                                         | à compléter | à compléter                              |
|                  | Sainte-Lucie                              | à compléter                     | à compléter                                         | Droits patrimoniaux : 50 ans post mortem | à compléter                              |
|                  | Saint-Marin                               | à compléter                     | à compléter                                         | à compléter | à compléter                              |
|                  | Saint-Vincent-et-les-Grenadines           | à compléter                     | à compléter                                         | Droits patrimoniaux : 75 ans post mortem | à compléter                              |
|                  | Îles Salomon                              | à compléter                     | à compléter                                         | à compléter | à compléter                              |
|                  | Salvador                                  | Droit d'auteur                  | L'auteur                                            | à compléter | Exceptions au droit d’auteur             |
|                  | Samoa                                     | à compléter                     | à compléter                                         | à compléter | à compléter                              |
|                  | Sao Tomé-et-Principe                      | à compléter                     | à compléter                                         | à compléter | à compléter                              |
|                  | Sénégal                                   | Droit d'auteur (principalement) | L'auteur                                            | Droits patrimoniaux : 70 ans post mortem | Exceptions au droit d’auteur             |
|                  | Serbie                                    | à compléter                     | à compléter                                         | Droits patrimoniaux : 70 ans post mortem | à compléter                              |
|                  | Seychelles                                | à compléter                     | à compléter                                         | Droits patrimoniaux : 25 ans post mortem | à compléter                              |
|                  | Sierra Leone                              | à compléter                     | à compléter                                         | à compléter Non membre de la Convention de Berne | à compléter                              |
|                  | Singapour                                 | à compléter                     | à compléter                                         | Droits patrimoniaux : 70 ans post mortem | à compléter                              |
|                  | Slovaquie                                 | Droit d'auteur                  | L'auteur                                            | Droits patrimoniaux : 70 ans post mortem | Exceptions au droit d’auteur             |
|                  | Slovénie                                  | Droit d'auteur                  | L'auteur                                            | Droits patrimoniaux : 70 ans post mortem | Exceptions au droit d’auteur             |
|                  | Somalie                                   | à compléter                     | à compléter                                         | à compléter Non membre de la Convention de Berne | à compléter                              |
|                  | Soudan                                    | à compléter                     | à compléter                                         | Droits patrimoniaux : 50 ans post mortem | à compléter                              |
|                  | Sri Lanka                                 | à compléter                     | à compléter                                         | Droits patrimoniaux : 50 ans post mortem | à compléter                              |
|                  | Suède                                     | Droit d'auteur                  | L'auteur                                            | Droits patrimoniaux : 70 ans post mortem | Exceptions au droit d’auteur             |
|                  | Suisse                                    | Droit d'auteur                  | L'auteur                                            | Droits patrimoniaux : 70 ans post mortem (50 ans post mortem pour les programmes d'ordinateur). | Exceptions au droit d’auteur             |
|                  | Suriname                                  | à compléter                     | à compléter                                         | à compléter | à compléter                              |
|                  | Syrie                                     | à compléter                     | à compléter                                         | Droits patrimoniaux : 50 ans post mortem | à compléter                              |
|                  | Tadjikistan                               | à compléter                     | à compléter                                         | Droits patrimoniaux : 50 ans post mortem | à compléter                              |
|                  | Tanzanie                                  | à compléter                     | à compléter                                         | Droits patrimoniaux : 50 ans post mortem | à compléter                              |
|                  | Tchad                                     | à compléter                     | à compléter                                         | Droits patrimoniaux : 50 ans post mortem | à compléter                              |
|                  | Tchéquie                                  | Droit d'auteur                  | L'auteur                                            | Droits patrimoniaux : 70 ans post mortem | Exceptions au droit d’auteur             |
|                  | Thaïlande                                 | à compléter                     | à compléter                                         | Droits patrimoniaux : 50 ans post mortem | à compléter                              |
|                  | Timor oriental                            | à compléter                     | à compléter                                         | Droits patrimoniaux : 50 ans post mortem | à compléter                              |
|                  | Togo                                      | à compléter                     | à compléter                                         | Droits patrimoniaux : 50 ans post mortem | à compléter                              |
|                  | Tonga                                     | à compléter                     | à compléter                                         | Droits patrimoniaux : 50 ans post mortem | à compléter                              |
|                  | Trinité-et-Tobago                         | à compléter                     | à compléter                                         | Droits patrimoniaux : 50 ans post mortem | à compléter                              |
|                  | Tunisie                                   | à compléter                     | à compléter                                         | Droits patrimoniaux : 50 ans post mortem | à compléter                              |
|                  | Turkménistan                              | à compléter                     | à compléter                                         | à compléter | à compléter                              |
|                  | Turquie                                   | à compléter                     | à compléter                                         | Droits patrimoniaux : 70 ans post mortem | à compléter                              |
|                  | Tuvalu                                    | à compléter                     | à compléter                                         | à compléter | à compléter                              |
|                  | Ukraine                                   | à compléter                     | à compléter                                         | Droits patrimoniaux : 70 ans post mortem | à compléter                              |
|                  | Uruguay                                   | Droit d'auteur                  | L'auteur                                            | Droits patrimoniaux : 50 ans post mortem | Exceptions au droit d’auteur             |
|                  | Vanuatu                                   | à compléter                     | à compléter                                         | à compléter | à compléter                              |
|                  | Vatican                                   | Droit d'auteur                  | L'auteur                                            | Droits patrimoniaux : 70 ans post mortem | Exceptions au droit d’auteur             |
|                  | Venezuela                                 | Droit d'auteur                  | L'auteur                                            | Droits patrimoniaux : 60 ans post mortem | Exceptions au droit d’auteur             |
|                  | Viêt Nam                                  | à compléter                     | à compléter                                         | à compléter | à compléter                              |
|                  | Yémen                                     | à compléter                     | à compléter                                         | Droits patrimoniaux : 30 ans post mortem | à compléter                              |
|                  | Zambie                                    | à compléter                     | à compléter                                         | Droits patrimoniaux : 50 ans post mortem | à compléter                              |
|                  | Zimbabwe                                  | à compléter                     | à compléter                                         | Droits patrimoniaux : 50 ans à compter de la création ou de la publication (selon les cas) | à compléter                              |